# Yahya Zayd
Yahya Zayd Omary (Morogoro, 29 settembre 1998) è un calciatore tanzaniano, attaccante del Pharco.

## Caratteristiche tecniche
È un centravanti, ma può essere impiegato anche come seconda punta o trequartista.

## Carriera

### Club
È cresciuto nell'Azam, club in cui ha giocato fino al 2019. Il 7 gennaio 2019 si trasferisce in Egitto, all'Ismaily. Nel luglio del 2019 viene acquistato dal Pharco, altro club della prima divisione egiziana.

### Nazionale
Ha debuttato in nazionale il 3 dicembre 2017, in Libia-Tanzania (0-0), gara in cui ha sostituito il compagno Mbaraka Yusuph al minuto 61.
Nel 2019 ha partecipato alla Coppa d'Africa.